# Математический сборник
«Математи́ческий сбо́рник» — российский научный журнал, публикующий оригинальные математические исследования; старейший из издающихся в России математических журналов. Издаётся в Москве, основан в 1866 году.

## История журнала
В 1864 году в Москве было организовано Московское математическое общество. Оно возникло как научный кружок преподавателей математики (большей частью из Московского университета) и его изначальной целью было знакомство друг друга посредством оригинальных рефератов с новыми работами в различных областях математики и смежных наук — как собственными, так и других учёных; но уже в январе 1866 года, когда была подана просьба об официальном утверждении Общества, в его уставе была записана существенно более амбициозная цель: «Московское математическое Общество учреждается с целью содействовать развитию математических наук в России».
Для публикации докладов, прочитанных на заседаниях, был организован журнал «Математический сборник», его первый номер вышел в 1866 году.
В ходе деятельности общества «Математический сборник» значительно изменился. Вначале его второй отдел, посвящённый статьям элементарного или общего характера, задачам и т. д., составлял существенную часть журнала; но уже в 1870-х годах этот отдел постепенно исчез, уступив место чисто научным самостоятельным статьям русских математиков.
С 1932 года по 1935 год журнал выходил как объединённый о́рган Московского, Ленинградского и Казанского математических обществ, с 1936 года — орган АН СССР, с 1948 года — орган АН СССР и Московского математического общества.
С 1926 по 1934 годы включительно издавалось по 4 номера в годовом томе, с 1935 по 1937 годы — по 6 номеров в годовом томе, с 1938 года выходит по 2 тома в год (3 номера в томе), с 1956 года — по 3 тома в год (4 номера в томе). С 1936 года ведётся «Новая серия» и двойная нумерация томов с тома № 1(43).
Журнал первоначально издавался на средства, собираемые членами Московского математического общества. С 1926 года журнал издаётся при государственной поддержке. 
Главными редакторами издания были: акад. О. Ю. Шмидт (1935—1950), акад. И. Г. Петровский (1950—1973), акад. Л. С. Понтрягин (1974—1987), акад. А. А. Гончар (1988—2012), акад. Б. С. Кашин (с 2012).